# 왕자가 된 소녀들
왕자가 된 소녀들(The Girl Princes)은 한국에서 제작된 김혜정 감독의 2012년 다큐멘터리 영화이다. 조금앵 등이 주연으로 출연하였다.

## 출연

### 주연
- 조금앵
- 김진진
- 박미숙
- 허숙자
- 김혜리
- 이옥천

## 기타
- 프로듀서: 피소현
- 조연출: 강유가람
- 사운드디자인: 고은하
- 사운드슈퍼바이저: 표용수
- CG: 김형진
- 배급: 강유가람
- 음악부문: 황선영
- 음악부문: 이태섭
- 마케팅부문: 이은
- 마케팅부문: 홍혜미
- 마케팅부문: 홍혜미
- 번역: 조응주